# Amber Agatha
Amber Agatha – morski statek badawczy od 2023 należący do polskiego armatora Amber Offshore i podnoszący polską banderę.
Zbudowany został w 1987 roku w duńskiej stoczni. Statek przeszedł przebudowę w roku 2023 w Stoczni Marynarki Wojennej w Gdyni.
Amber Agatha jest wielozadaniowym statkiem badawczym przygotowanym do prowadzenia działań takich jak badania geofizyczne, operacje ROV / UXO, CPT, vibrosonda, sejsmika itp.